# Ngao giá
Ngao giá (Danh pháp khoa học: Tapes literatus) là một động vật thân mềm hai mảnh vỏ trong họ Ngao Veneridae. Chúng được mô tả bởi Linnaeus vào năm 1758.

## Đặc điểm
Ngao giá là loại ngao có chất lượng ngon, nhiều thịt, có giá trị kinh tế cao, trọng lượng bình quân 70-80 gam/con. Đây là giống ngao sinh trưởng nhanh, trọng lượng lớn, có khả năng kháng bệnh tốt. Thời gian nuôi từ 12 - 13 tháng là cho thu hoạch, bình quân đạt 70 - 80 gam/con, nhiều lồng nuôi có những con đạt hơn 100 gam. Giống ngao này rất dễ nuôi, có thể thả nuôi với mật độ dày từ 130 - 150 con/lồng.

## Chăn nuôi
Ngao giá là loại ngao từ lâu đã được ngư dân trên địa bàn tỉnh Quảng Ninh (Vân Đồn - Cô Tô) khai thác theo hình thức tự nhiên với khối lượng lớn. Hiện nay có hộ đã đưa vào nuôi thử nghiệm và sản xuất thành công giống ngao này, loài ngao giá có triển vọng rất tốt. Từ năm 2010 đã đưa vào nuôi thử nghiệm giống ngao này với nhiều hình thức khác nhau. Khi thì nuôi lẫn với tu hài, chỗ nuôi riêng; vừa nuôi theo hình thức thả bãi, vừa nuôi hình thức lồng treo. Tại gần 100 lồng nuôi, ngao sinh trưởng tốt, không mắc dịch bệnh như một số đối tượng nuôi khác.